# فادي الوحيدي
فادي وائل عبد المجيد الوحيدي (2 يناير 2000-) هو صحفي فلسطيني، ولد في مدينة غزة. حاصل على بكالوريوس الصحافة والإعلام، يعمل حالياً مصوراً ميدانياً لقناة الجزيرة خلال الحرب الفلسطينية الإسرائيلية.

## إصابته
أُصيب برصاص قناص إسرائيلي خلال تغطيته للتوغل العسكري لمخيم جباليا وتحديداً في منطقة الصفطاوي، شمال مدينة غزة بتاريخ (9 أكتوبر 2024)، أُستهدف بشكل مباشر مما أدى إلى إصابته برصاصة بالنخاع الشوكي مع كسر انفجاري في الفقرة الصدرية الأولى. ثم نُقل إلى مستشفى المعمداني لتلقي العلاج، لكنه أصيب بالشلل.